# Persone di nome Giovanna
| Questa pagina contiene informazioni ricavate automaticamente dalle voci biografiche con l'ausilio del template Bio e di un bot. L'aggiornamento è periodico e automatico e ricostruisce completamente la pagina. Se manca una persona in questa lista, sei pregato di non aggiungerla, ma accertati piuttosto che la sua voce biografica contenga il template Bio e che i dati anagrafici siano correttamente compilati. Se il template Bio manca, inseriscilo tu stesso o, in alternativa, metti l'avviso {{tmp\|Bio}} che ne segnala la mancanza. Se i dati riportati sono sbagliati, correggi direttamente la voce biografica; le modifiche saranno visibili in questa lista entro pochi giorni. Per chiarimenti vedi il progetto antroponimi. La lista contiene solo le 258 persone che sono citate nell'enciclopedia e per le quali è stato implementato correttamente il template Bio. Pagina aggiornata al 6 ago 2025. |

Questa è una lista di persone presenti nell'enciclopedia che hanno il nome Giovanna, suddivise per attività principale.

## Artiste(2)
- Giovanna Fra, artista e pittrice italiana (Pavia, n. 1967)
- Giovanna Sandri, artista, pittrice e poetessa italiana (Roma, n. 1923 - Roma, † 2002)

## Assassine seriali(1)
- Giovanna Bonanno, serial killer italiana (Palermo, n. 1713 - Palermo, † 1789)

## Attiviste(1)
- Giovanna Giaconia, attivista italiana (Palermo, n. 1922 - Palermo, † 2012)

## Attrici(15)
- Giovanna Antonelli, attrice brasiliana (Rio de Janeiro, n. 1976)
- Giovanna Chicco, attrice e pittrice italiana (Udine, n. 1969)
- Giovanna Cigoli, attrice e doppiatrice italiana (Parma, n. 1886 - Roma, † 1961)
- Giovanna Di Rauso, attrice e cantante italiana (Capua, n. 1981)
- Giovanna Galletti, attrice italiana (Bangkok, n. 1916 - Roma, † 1992)
- Gaia Germani, attrice italiana (Roma, n. 1942 - Roma, † 2019)
- Giovanna Lenzi, attrice, sceneggiatrice e regista italiana (Roma, n. 1943)
- Giovanna Maldotti, attrice e conduttrice televisiva italiana (Milano, n. 1963)
- Giovanna Mezzogiorno, attrice italiana (Roma, n. 1974)
- Giovanna Pala, attrice italiana (Vergato, n. 1932)
- Giovanna Ralli, attrice italiana (Roma, n. 1935)
- Giovanna Rei, attrice italiana (Napoli, n. 1975)
- Giovanna Rotellini, attrice italiana (Roma, n. 1959)
- Giovanna Scotto, attrice e doppiatrice italiana (Torino, n. 1894 - Grottaferrata, † 1985)
- Vanna Vanni, attrice italiana (Firenze, n. 1915 - Roma, † 1998)

## Autrici televisivi(2)
- Giovanna Donini, autrice televisiva e sceneggiatrice italiana (Treviso, n. 1973)
- Giovanna Flora, autrice televisiva italiana (Agrigento, n. 1968)

## Avvocate(1)
- Giovanna Cau, avvocata italiana (Roma, n. 1923 - Roma, † 2020)

## Badesse(1)
- Giovanna Piacenza, badessa italiana (Parma, n. 1479 - Parma, † 1524)

## Calciatrici(2)
- Giovanna Assunta Gualdi, calciatrice italiana (Curno, n. 1950 - Curno, † 2024)
- Giovanna Löbau, ex calciatrice italiana (Rosslau, n. 1944)

## Cantanti(6)
- Vanna Brosio, cantante, conduttrice televisiva e attrice italiana (Torino, n. 1943 - Torino, † 2010)
- Giovanna Daffini, cantante italiana (Motteggiana, n. 1914 - Gualtieri, † 1969)
- Giovanna, cantante e produttrice discografica italiana (Viareggio, n. 1945)
- Gloriana, cantante, attrice e conduttrice televisiva italiana (Napoli, n. 1946)
- Joni James, cantante statunitense (Chicago, n. 1930 - West Palm Beach, † 2022)
- Jenny B, cantante italiana (Catania, n. 1972)

## Cantautrici(2)
- Giovanna Marini, cantautrice italiana (Roma, n. 1937 - Roma, † 2024)
- Jo Squillo, cantautrice, conduttrice televisiva e attivista italiana (Milano, n. 1962)

## Cestiste(9)
- Gianna Alfieri, cestista italiana (Sesto San Giovanni, n. 1921 - † 2010)
- Giovanna Bortolato, cestista italiana (Treviso, n. 1913)
- Giovanna Granieri, ex cestista italiana (Todi, n. 1974)
- Giovanna Morris, cestista italiana (Torino)
- Giovanna Pertile, cestista italiana (Venezia, n. 1992)
- Giovanna Puglisi, ex cestista italiana
- Giovanna Resta, ex cestista italiana (n. 1943)
- Giovanna Salvia, ex cestista italiana (n. 1966)
- Giovanna Sesto, ex cestista italiana (n. 1934)

## Cicliste su strada(1)
- Giovanna Troldi, ex ciclista su strada e pistard italiana (Dolo, n. 1968)

## Compositrici(1)
- Giovanna Colombi, compositrice e paroliera italiana (Milano, n. 1916 - Milano, † 2013)

## Condottiere(1)
- Giovanna d'Arco, condottiera e santa francese (Domrémy, n. 1412 - Rouen, † 1431)

## Contralti(1)
- Giovanna Albertini, contralto italiano (Reggio Emilia)

## Critiche d'arte(1)
- Giovanna Rotondi, critica d'arte italiana (Roma, n. 1938)

## Danzatrici(1)
- Giovanna Limido, danzatrice italiana (Milano, n. 1851 - Parigi, † 1890)

## Direttrici d'orchestra(1)
- Giovanna Sorbi, direttrice d'orchestra, pianista e compositrice italiana (Brescia, n. 1959 - Brescia, † 2018)

## Doppiatrici(1)
- Giovanna Winterfeldt, doppiatrice e cantante tedesca (n. 1991)

## Drammaturghe(1)
- Giovanna Giuliani, drammaturga, regista e sceneggiatrice italiana (Bari, n. 1974)

## Economiste(1)
- Giovanna Iannantuoni, economista italiana (Lucera, n. 1970)

## Educatrici(1)
- Rina e Ida Nigrisoli, educatrice e pedagogista italiana (Argenta, n. 1885 - Bologna, † 1965)

## Fisiche(1)
- Giovanna Tinetti, fisica e astronoma italiana (Torino, n. 1972)

## Fotografe(1)
- Giovanna Griffo, fotografa italiana (Catanzaro, n. 1972)

## Fumettiste(1)
- Giovanna Casotto, fumettista e illustratrice italiana (Desio, n. 1962)

## Ginnaste(1)
- Giovanna Matheus, ex ginnasta brasiliana (Rio de Janeiro, n. 1989)

## Giornaliste(6)
- Giovanna Botteri, giornalista italiana (Trieste, n. 1957)
- Giovanna Carollo, giornalista e conduttrice televisiva italiana (Palermo, n. 1968)
- Giovanna Bianchi Clerici, giornalista e politica italiana (Busto Arsizio, n. 1958)
- Giovanna Milella, giornalista e conduttrice televisiva italiana (Milano, n. 1949)
- Nina Palmieri, giornalista, conduttrice televisiva e autrice televisiva italiana (Avezzano, n. 1976)
- Giovanna Tatò, giornalista e scrittrice italiana (Roma, n. 1945)

## Insegnanti(2)
- Giovanna Boccalini, docente, partigiana e sindacalista italiana (Lodi, n. 1901 - Osnago, † 1991)
- Giovanna Righini Ricci, insegnante, pedagogista e scrittrice italiana (San Bernardino di Lugo, n. 1933 - Bologna, † 1993)

## Judoka(2)
- Giovanna Scoccimarro, judoka tedesca (n. 1997)
- Giovanna Tortora, ex judoka italiana (Acerra, n. 1965)

## Latiniste(1)
- Giovanna Garbarino, latinista italiana (Torino, n. 1939 - Torino, † 2020)

## Maratonete(2)
- Giovanna Epis, maratoneta e mezzofondista italiana (Venezia, n. 1988)
- Giovanna Volpato, maratoneta italiana (Venezia, n. 1975)

## Mezzofondiste(1)
- Giannina Marchini, mezzofondista e velocista italiana (Firenze, n. 1906 - Scandicci, † 1976)

## Mezzosoprani(1)
- Giovanna Lucacevska, mezzosoprano polacca (Varsavia, n. 1865)

## Mistiche(1)
- Giovanna Maria de Maillé, mistica francese (Les Roches, n. 1331 - Tours, † 1414)

## Nobildonne(17)
- Giovanna Guglielmina di Anhalt-Köthen, nobildonna tedesca (Warmsdorf, n. 1728 - Carolath, † 1786)
- Giovanna Bentivoglio Malvezzi, nobildonna italiana (Bologna - Modena, † 1429)
- Giovanna Carafa, nobildonna italiana (Roddi, † 1536)
- Giovanna d'Aragona, nobildonna (Daroca, n. 1375 - Valencia, † 1407)
- Giovanna di Navarra, nobildonna (n. 1339 - Guémené-sur-Scorff, † 1403)
- Giovanna di Navarra, nobildonna (n. 1384 - Béarn, † 1413)
- Giovanna di Fiandra, nobildonna († 1374)
- Giovanna di Toucy, nobildonna francese († 1317)
- Giovanna d'Armagnac, nobildonna francese (Poitiers, † 1388)
- Giovanna d'Inghilterra, nobildonna inglese (Acri, n. 1272 - Clare, † 1307)
- Giovanna Gonzaga, nobildonna italiana (Castiglione, n. 1612 - Castiglione, † 1688)
- Giovanna Maddalena Gonzaga, nobildonna italiana (n. 1635 - Genova, † 1695)
- Giovanna Malatesta, nobildonna italiana (Rimini, n. 1444 - Camerino, † 1511)
- Giovanna del Monferrato, nobildonna italiana (Casale Monferrato, n. 1467 - Saluzzo, † 1490)
- Giovanna da Montefeltro, nobildonna italiana (Urbino, n. 1463 - Roma, † 1513)
- Giovanna da Montefeltro, moglie di Bonconte, nobildonna italiana
- Giovanna della Scala, nobildonna tedesca (n. 1574 - Tittmoning, † 1644)

## Nobili(39)
- Giovanna d'Acquapendente, nobile italiana
- Giovanna Dorotea di Anhalt-Dessau, nobile (Dessau, n. 1612 - Tecklenburg, † 1695)
- Giovanna Carlotta di Anhalt-Dessau, nobile (Dessau, n. 1682 - Herford, † 1750)
- Giovanna d'Aragona, nobile italiana (Napoli, n. 1477 - Amalfi, † 1510)
- Giovanna Elisabetta di Baden-Durlach, nobile (Durlach, n. 1680 - Castello di Stetten, † 1757)
- Giovanna Agnese Berthelot de Pleneuf, nobile francese (Parigi, n. 1698 - Courbépine, † 1727)
- Giovanna di Borbone, nobile (Vincennes, n. 1338 - Parigi, † 1378)
- Giovanna di Coesme, nobile francese (n. 1560 - Chartres, † 1601)
- Giovanna de Geneville, II baronessa di Geneville, nobile britannica (Shropshire, n. 1286 - † 1356)
- Giovanna del Galles, nobile normanna (Normandia - Abergwyngregyn, † 1237)
- Giovanna di Savoia, nobile (Chambéry, n. 1392 - Casale, † 1460)
- Giovanna d'Aza, nobile spagnola (Haza, n. 1135 - Caleruega, † 1205)
- Giovanna di Foix-Béarn, nobile francese
- Giovanna de Castro, nobile (Galizia, † 1374)
- Giovanna di Brabante, nobile (n. 1322 - Bruxelles, † 1406)
- Giovanna di Penthièvre, nobile francese (n. 1319 - Guingamp, † 1384)
- Giovanna di Braganza, nobile portoghese (n. 1636 - Lisbona, † 1653)
- Giovanna di Baviera, nobile tedesca (n. 1362 - Praga, † 1386)
- Giovanna di Valois, nobile francese (Longpont, n. 1294 - Fontenelle, † 1342)
- Giovanna di Svevia, nobile italiana (Verona, † 1352)
- Giovanna II d'Alvernia, nobile francese
- Giovanna, delfina d'Alvernia, nobile francese (Ardres, † 1436)
- Giovanna di Baviera-Straubing, nobile tedesca († 1410)
- Giovanna di Châtillon, nobile francese († 1354)
- Giovanna III di Borgogna, nobile (n. 1308 - † 1347)
- Giovanna di Hochberg, nobile svizzera (Neuchâtel, n. 1485 - Époisses, † 1543)
- Giovanna Novella Malaspina, nobile italiana (Fosdinovo - Mantova)
- Giovanna di Marle, nobile francese (Francia, n. 1415 - Francia, † 1462)
- Giovanna di Nassau-Dillenburg, nobile tedesca (Breda, n. 1444 - Waldeck, † 1468)
- Vannina d'Ornano, nobile italiana (Santa Maria-Sichè - Marsiglia, † 1563)
- Giovanna Orsini, nobile italiana († 1528)
- Giovanna di Valois, nobile francese (n. 1304 - Château Gaillard, † 1363)
- Giovanna II d'Albret, nobile francese (n. 1425 - † 1444)
- Giovanna d'Aragona, nobile italiana (n. 1455 - † 1475)
- Giovanna di Borbone-Vendôme, nobile francese (n. 1465 - † 1511)
- Giovanna III di Cardona, nobile spagnola (Segorbe, n. 1499 - † 1564)
- Giovanna di Ginevra, nobile franco
- Giovanna di Savoia, nobile (n. 1310 - Vincennes, † 1344)
- Giovanna di Valois, nobile francese (Blois, n. 1409 - Angers, † 1432)

## Nuotatrici(1)
- Giovanna Burlando, nuotatrice artistica italiana (Genova, n. 1969)

## Pallavoliste(1)
- Giovanna Milana, pallavolista statunitense (n. 1998)

## Partigiane(1)
- Giovanna Marturano, partigiana e antifascista italiana (Roma, n. 1912 - Roma, † 2013)

## Pedagogiste(1)
- Giovanna Pini, pedagogista e scrittrice italiana (Livorno, n. 1964)

## Pilote automobilistiche(1)
- Giovanna Amati, ex pilota automobilistica italiana (Roma, n. 1959)

## Pittrici(2)
- Giovanna Fratellini, pittrice italiana (Firenze, n. 1666 - Firenze, † 1731)
- Giovanna Garzoni, pittrice e miniaturista italiana (Ascoli Piceno, n. 1600 - Roma, † 1670)

## Poetesse(5)
- Giovanna Bemporad, poetessa e traduttrice italiana (Ferrara, n. 1923 - Roma, † 2013)
- Giovanna Frene, poetessa italiana (Asolo, n. 1968)
- Giovanna Rosadini, poetessa italiana (Genova, n. 1963)
- Giovanna Sicari, poetessa, scrittrice e critico letterario italiano (Taranto, n. 1954 - Roma, † 2003)
- Giovanna Vizzari, poetessa e scrittrice italiana (Piombino, n. 1930 - Piombino, † 2017)

## Politiche(18)
- Giovanna Bosi Maramotti, politica italiana (Faenza, n. 1924 - † 1996)
- Giovanna Bruno, politica italiana (Andria, n. 1975)
- Giovanna Capelli, politica italiana (Milano, n. 1945)
- Giovanna Cattaneo Incisa, politica italiana (Torino, n. 1942 - Torino, † 2011)
- Giovanna Filippini, politica italiana (Cattolica, n. 1952)
- Giovanna Grignaffini, politica, storica del cinema e filosofa italiana (Fontanellato, n. 1949 - Bologna, † 2024)
- Giovanna Iacono, politica italiana (Agrigento, n. 1983)
- Giovanna Lucchi, politica italiana (Cesena, n. 1933 - Cesena, † 2018)
- Giovanna Mangili, politica italiana (Monza, n. 1967)
- Giovanna Martelli, politica italiana (Torino, n. 1963)
- Giovanna Melandri, politica, economista e ambientalista italiana (New York, n. 1962)
- Giovanna Miele, politica italiana (Latina, n. 1980)
- Giovanna Negro, politica italiana (San Bonifacio, n. 1976)
- Giovanna Palma, politica italiana (Napoli, n. 1974)
- Giovanna Petrenga, politica italiana (Casal di Principe, n. 1956)
- Giovanna Sanna, politica italiana (Florinas, n. 1960)
- Giovanna Senesi, politica italiana (Roma, n. 1945)
- Giovanna Tealdi, politica italiana (Mondovì, n. 1942)

## Principesse(18)
- Giovanna Beatrice di Dietrichstein-Nikolsburg, principessa austriaca (Vienna - Brno, † 1676)
- Giovanna d'Aviz, principessa portoghese (Lisbona, n. 1452 - Aveiro, † 1490)
- Giovanna d'Inghilterra, principessa inglese (Palazzo reale di Woodstock, n. 1335 - Loremo, † 1348)
- Giovanna di Navarra, principessa (n. 1326 - Longchamps, † 1387)
- Giovanna di Kent, principessa gallese (n. 1328 - Wallingford Castle, † 1385)
- Giovanna Stuart, principessa scozzese (n. 1428 - † 1493)
- Giovanna d'Aragona, principessa spagnola (Barcellona, n. 1344 - Castellón de Ampurias, † 1385)
- Giovanna d'Aviz, principessa portoghese (Monte Oliveto, n. 1439 - Madrid, † 1475)
- Giovanna d'Inghilterra, principessa inglese (Londra, n. 1321 - Hertford, † 1362)
- Giovanna di Valois, principessa francese (Châteauneuf-sur-Loire, n. 1343 - Évreux, † 1373)
- Giovanna Beatrice del Liechtenstein, principessa austriaca
- Giovanna di Monaco, principessa monegasca (n. 1596 - † 1620)
- Giovanna Maria di Monaco, principessa monegasca (Monaco, n. 1645 - Torino, † 1694)
- Giovanna di Savoia, principessa italiana (Roma, n. 1907 - Estoril, † 2000)
- Giovanna di Valois, principessa francese (Melun, n. 1391 - Vannes, † 1433)
- Giovanna di Valois, principessa francese (n. 1435 - Moulins, † 1482)
- Giovanna di Holstein-Gottorp, principessa tedesca (Gottorp, n. 1712 - Parigi, † 1760)
- Giovanna di Trastámara, principessa spagnola (Barcellona, n. 1455 - Napoli, † 1517)

## Registe(4)
- Giovanna Gagliardo, regista, giornalista e sceneggiatrice italiana (Monticello d'Alba, n. 1941)
- Giovanna Massimetti, regista italiana (Chieti, n. 1954)
- Giovanna Sonnino, regista e fotografa italiana (Catania, n. 1955)
- Giovanna Taviani, regista, saggista e critica letteraria italiana (Roma, n. 1969)

## Religiose(11)
- Giovanna Maria Bonomo, religiosa italiana (Asiago, n. 1606 - Bassano del Grappa, † 1670)
- Giovanna di Cambry, religiosa francese (Douai, n. 1581 - Lilla, † 1639)
- Giovanna da Orvieto, religiosa italiana (Carnaiola - Orvieto, † 1306)
- Giovanna da Bagno di Romagna, religiosa italiana (Bagno di Romagna)
- Giovanna di Lestonnac, religiosa francese (Bordeaux, n. 1556 - Bordeaux, † 1640)
- Giovanna Meneghini, religiosa e educatrice italiana (Bolzano Vicentino, n. 1868 - Breganze, † 1918)
- Giovanna Maria di Monaco, religiosa monegasca (Monaco, n. 1662 - Sanremo, † 1741)
- Giovanna Scopelli, religiosa italiana (Reggio Emilia, n. 1439 - Reggio Emilia, † 1491)
- Giovanna Soderini, religiosa italiana (Firenze, n. 1301 - † 1367)
- Giovanna Battista Solimani, religiosa italiana (Genova, n. 1688 - Genova, † 1758)
- Giovanna Antida Thouret, religiosa francese (Sancey-le-Long, n. 1765 - Napoli, † 1826)

## Saggiste(1)
- Giovanna Rosa, saggista e critica letteraria italiana (Milano, n. 1950)

## Sante(1)
- Giovanna la Mirofora, santa ebrea antica

## Sceneggiatrici(2)
- Suso Cecchi D'Amico, sceneggiatrice italiana (Roma, n. 1914 - Roma, † 2010)
- Giovanna Koch, sceneggiatrice e conduttrice radiofonica italiana (Roma, n. 1949)

## Schermitrici(1)
- Giovanna Masciotta, ex schermitrice italiana (Lanzo, n. 1942)

## Sciatrici alpine(2)
- Giovanna De Chiesa, ex sciatrice alpina italiana (Saluzzo, n. 1953)
- Giovanna Gianera, ex sciatrice alpina italiana (n. 1968)

## Scrittrici(3)
- Giovanna Giordano, scrittrice e giornalista italiana (Milano, n. 1961)
- Giovanna Zangrandi, scrittrice, giornalista e partigiana italiana (Galliera, n. 1910 - Pieve di Cadore, † 1988)
- Giovanna Zucca, scrittrice italiana (Chivasso, n. 1964)

## Scultrici(1)
- Giovanna Fiorenzi, scultrice e ceramista italiana (Osimo, n. 1930 - Senigallia, † 2020)

## Showgirl(1)
- Giovanna Civitillo, showgirl, personaggio televisivo e ballerina italiana (Vico Equense, n. 1977)

## Sociologhe(1)
- Giovanna Montanaro, sociologa e scrittrice italiana

## Soprani(4)
- Giovanna Astrua, soprano italiano (Graglia, n. 1720 - Torino, † 1757)
- Giovanna Casolla, soprano italiano (Napoli, n. 1945)
- Giovanna Rossi-Caccia, soprano spagnolo (Barcellona, n. 1818 - † 1892)
- Giovanna Sestini, soprano italiano (Lastra a Signa, n. 1749 - Londra, † 1814)

## Sovrane(19)
- Giovanna Beaufort, regina (Dunbar, † 1445)
- Giovanna d'Inghilterra, regina (Angers, n. 1165 - Rouen, † 1199)
- Giovanna Enríquez, regina (Medina de Rioseco, n. 1425 - Tarragona, † 1468)
- Giovanna d'Inghilterra, regina (n. 1210 - Havering, † 1238)
- Giovanna di Taranto, regina (n. 1297 - † 1323)
- Giovanna di Borgogna, regina (n. 1293 - Montargis, † 1349)
- Giovanna di Navarra, regina (Pamplona, n. 1370 - Havering Bower, † 1437)
- Giovanna Manuele, sovrana spagnola (n. 1339 - Salamanca, † 1381)
- Giovanna I di Napoli, regina (Napoli - Castello di Muro Lucano, † 1382)
- Giovanna I di Navarra, regina (Bar-sur-Seine, n. 1273 - Castello di Vincennes, † 1305)
- Giovanna II di Borgogna, regina (n. 1291 - Roye, † 1330)
- Giovanna II di Napoli, regina (Zara, n. 1371 - Napoli, † 1435)
- Giovanna III di Navarra, regina (Saint-Germain-en-Laye, n. 1528 - Parigi, † 1572)
- Giovanna di Castiglia, regina (Toledo, n. 1479 - Tordesillas, † 1555)
- Giovanna d'Austria, sovrana (Praga, n. 1547 - Firenze, † 1578)
- Giovanna d'Évreux, regina (n. 1310 - Brie-Comte-Robert, † 1371)
- Giovanna di Dammartin, regina (n. 1220 - Abbeville, † 1279)
- Giovanna la Beltraneja, regina (Madrid, n. 1462 - Coimbra, † 1530)
- Giovanna d'Aragona, regina italiana (Napoli, n. 1479 - Napoli, † 1518)

## Stiliste(2)
- Giovanna Caracciolo, stilista italiana (Roma, n. 1910 - Roma, † 1983)
- Giovanna Fontana, stilista e imprenditrice italiana (Traversetolo, n. 1915 - Roma, † 2004)

## Tipografe(1)
- Giovanna Rossi, tipografa italiana

## Traduttrici(1)
- Giovanna Granato, traduttrice italiana (Catania)

## Tuffatrici(1)
- Giovanna Pedroso, tuffatrice brasiliana (Rio de Janeiro, n. 1998)

## Veliste(1)
- Giovanna Micol, velista italiana (Trieste, n. 1982)

## Velociste(1)
- Giovanna Viarengo, velocista e lunghista italiana (Torino, n. 1915)

## Senza attività specificata(23)
- Giovanna Aldegani, ex arciera italiana (Venezia, n. 1976)
- Giovanna d'Aragona, duchessa (Napoli, n. 1502 - Napoli, † 1575)
- Giovanna Bonazzi, ex mountain biker italiana (Verona, n. 1966)
- Vannozza Cattanei, italiana (Mantova, n. 1442 - Roma, † 1518)
- Margherita Dalmet, italiana (Costantinopoli, n. 1739 - Venezia, † 1817)
- Giovanna van der Gheynst (Oudenaarde, n. 1500 - Bruxelles, † 1541)
- Giovanna da Signa, italiana (Signa, n. 1266 - † 1307)
- Giovanna d'Asburgo, spagnola (Madrid, n. 1535 - San Lorenzo de El Escorial, † 1573)
- Giovanna di Costantinopoli, contessa (Valenciennes - Marquette, † 1244)
- Giovanna Manuela de Villena
- Giovanna Maddalena di Sassonia-Altenburg, duchessa tedesca (Altenburg, n. 1656 - Weißenfels, † 1686)
- Giovanna di Blois-Châtillon, contessa († 1291)
- Giovanna I d'Alvernia, contessa francese (n. 1326 - Castello di Vadans, † 1360)
- Giovanna I di Borgogna, contessa (n. 1191 - Besançon, † 1205)
- Giovanna di Valois, monaca cristiana e santa francese (Nogent-le-Roi, n. 1464 - Bourges, † 1505)
- Giovanna Pasello, ex tiratrice a volo italiana (Guarda Veneta, n. 1959)
- Giovanna di Pfirt, duchessa (Basilea, n. 1300 - Vienna, † 1351)
- Giovanna Trillini, maestra di scherma e ex schermitrice italiana (Jesi, n. 1970)
- Giovanna Visconti di Gallura (n. 1291 - Firenze, † 1339)
- Giovanna degli Albizzi, italiana (Firenze, n. 1468 - Firenze, † 1488)
- Giovanna di Baviera-Landshut, duchessa (n. 1413 - † 1444)
- Giovanna di Durazzo, duchessa (n. 1344 - Napoli, † 1387)
- Giovanna di Tolosa, contessa (n. 1220 - Corneto, † 1271)